# Winners of the Wilderness
Winners of the Wilderness (1927) és una pel·lícula muda de la MGM estrenada el 1927, dirigida per W.S. Van Dyke, i protagonitzada per Tim McCoy i Joan Crawford. En aquest drama costumista que té lloc durant la guerra franco-índia, Rene Contrecouer (Crawford), la filla d'un general francès s'enamora d'un soldat de fortuna (McCoy). Aquesta pel·lícula va ser rodada majoritàriament en blanc i negre, però una escena era en color per Technicolor.

## Argument
El Coronel O'Hara s'enamora de René, la filla del comandant de les forces franceses, durant la guerra entre francesos i indis. Els indis, sota el mandat de Pontiac, segresten René, per la qual cosa O'Hara l'haurà de rescatar.

## Repartiment
- Tim McCoy: Coronel Sir Dennis O'Hara
- Joan Crawford: René Contrecœur
- Edward Connelly: General Contrecoeur
- Roy D'arcy: Capità Dumas
- Louise Lorraine: Mimi
- Edward Hearn: General George Washington
- Tom O'Brien: Timothy
- Will Walling: General Edward Braddock
- Frank Currier: Governador de Vaudreuil
- Lionel Belmore: Governador Dinwiddie de Virgínia
- Cap John Big Tree: Cap Pontiac
- Jean Arthur: